# NGC 394
NGC 394 é uma galáxia lenticular (S0) localizada na direcção da constelação de Pisces. Possui uma declinação de +33° 08' 52" e uma ascensão recta de 1 horas, 08 minutos e 26,1 segundos.
A galáxia NGC 394 foi descoberta em 26 de Outubro de 1854 por William Parsons.